# Ghimberga

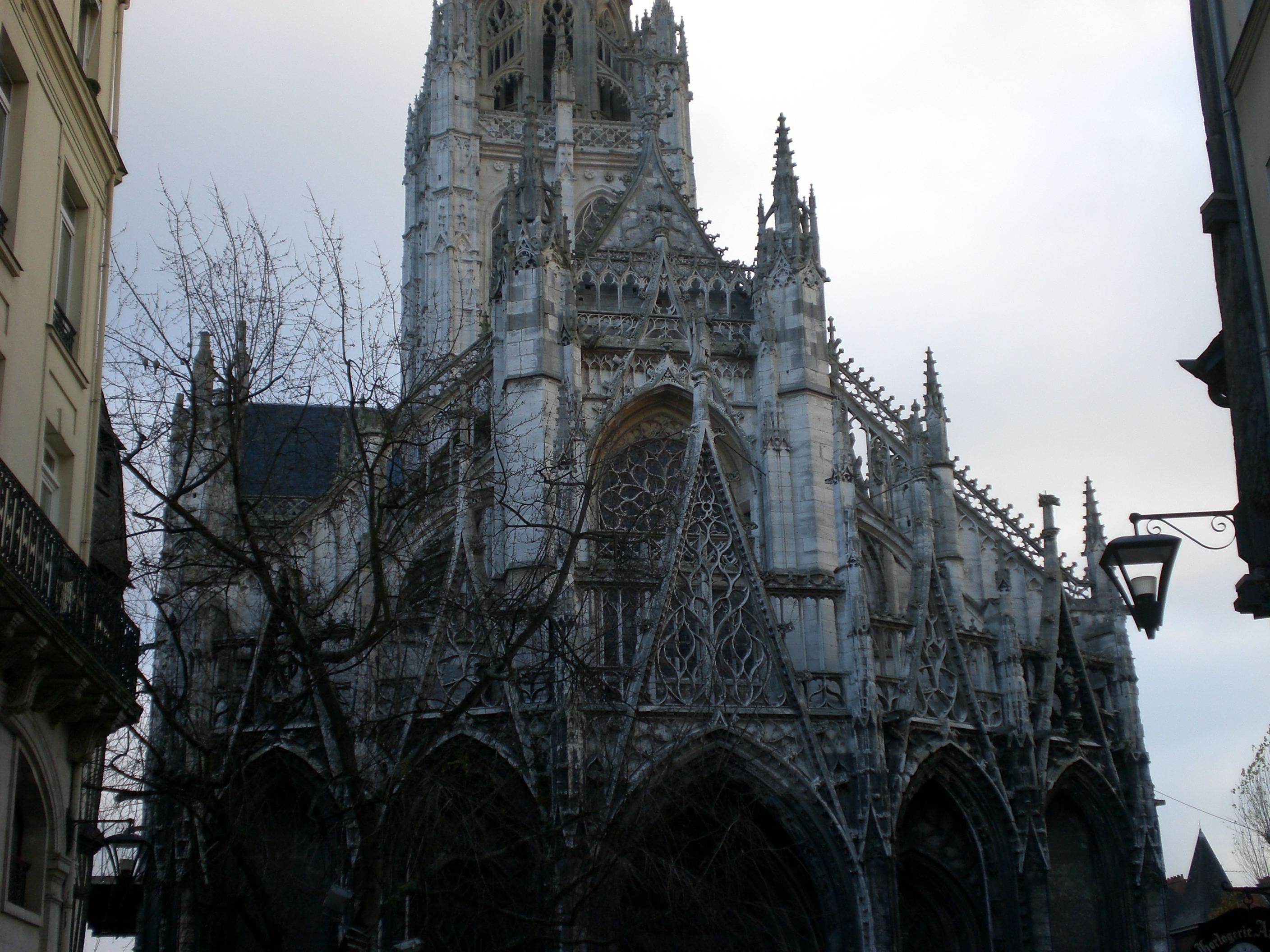
Le alte ghimberghe traforate del prezioso portico convesso della chiesa di San Maclovio a Rouen.

Ghimberga (o vimperga) è un termine utilizzato in architettura per indicare un altissimo frontone appuntito di forma triangolare, spesso traforato e ornato, che ricopre l'arco di una volta o di un'apertura in un muro. Può sovrastare l'archivolto di un portale, o di un portico, ma anche di una nicchia che all'interno riporta statue o icone.
La ghimberga è tipica dell'architettura gotica ed è utilizzata spesso nelle cattedrali gotiche.
Spesso è affiancata da due pinnacoli laterali.

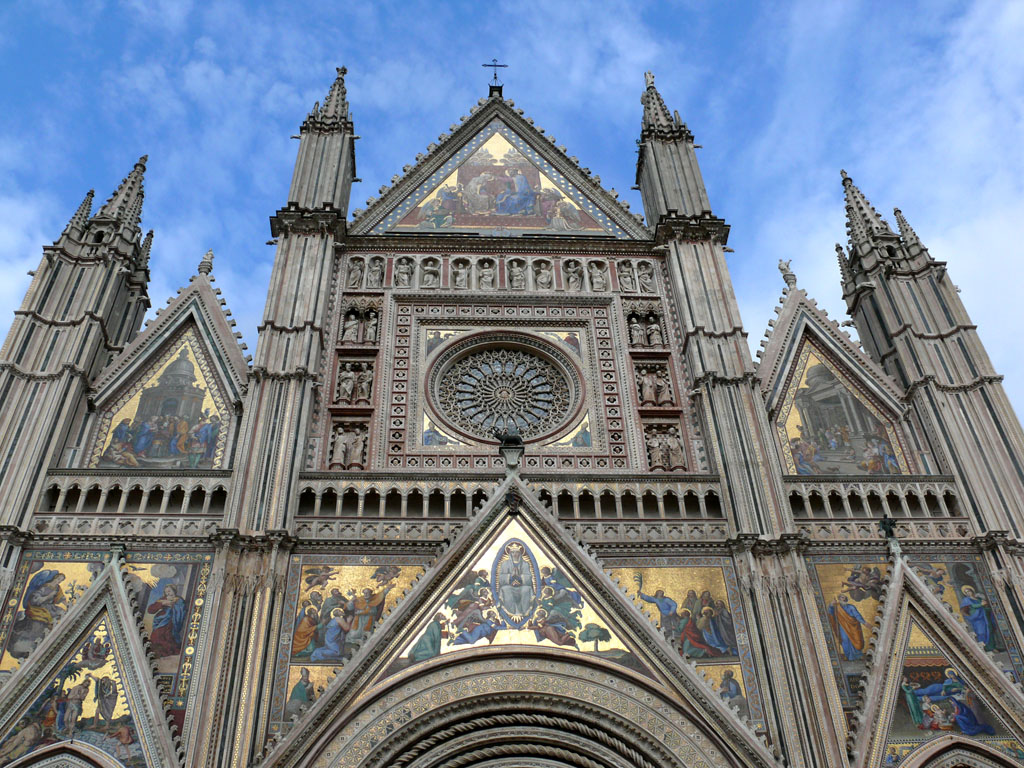
Ghimberghe a mosaico del Duomo di Orvieto.
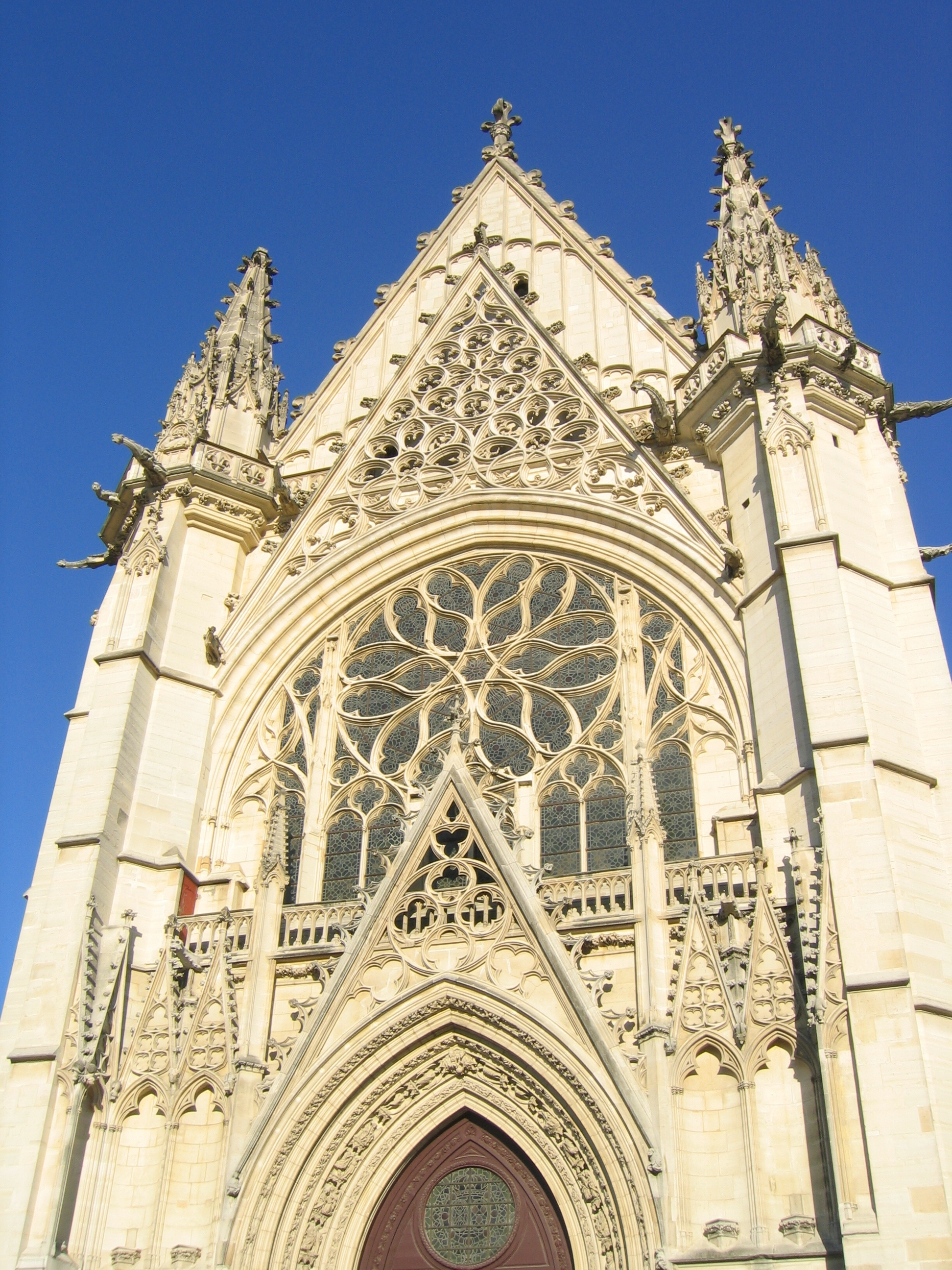
Ghimberghe traforate della Sainte-Chapelle del Castello di Vincennes, caricata da una rete polilobata
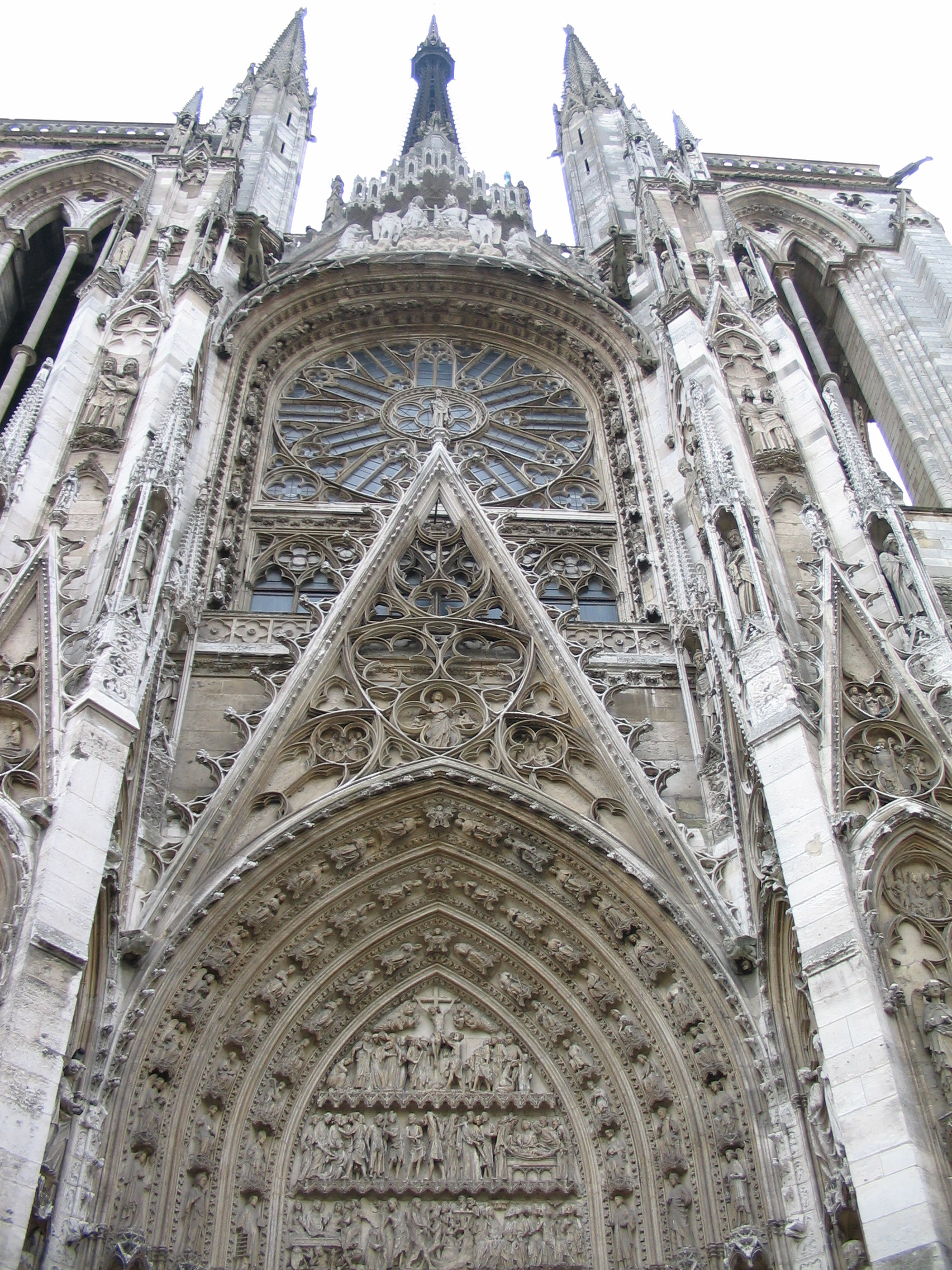
Portale della Calenda della cattedrale di Rouen: ghimberghe su vari livelli

## Etimologia
Deriva dal fr. Guimberge, a sua volta derivato dal termine medio alto tedesco Wintberge, luogo che protegge dal vento.